# 24 (Fernsehserie)/Staffel 8
Die achte Staffel der Echtzeit-Fernsehserie 24 begann im Januar 2010 in den USA. Die Staffel handelt unter anderem von den Bemühungen, den Präsidenten der fiktiven Republik Kamistan vor Attentaten während einer Friedenskonferenz zu schützen. In Deutschland wurde die Staffel von März bis Juni 2010 ausgestrahlt.

## Handlung
Die Handlung spielt in New York City und 18 Monate nach der siebten Staffel, beginnt um 16 Uhr und dauert bis 16 Uhr des Folgetages.

### Vorgeschichte und Ausgangssituation
Die Anti-Terror-Einheit CTU wurde erneut in Betrieb genommen. In der Zweigstelle New York City arbeitet Chloe O’Brian unter dem Direktor Brian Hastings. Ex-CTU-Agent Jack Bauer arbeitet seit einiger Zeit nicht mehr für die US-Regierung, ist an diesem Tag aber auch in der Stadt. Die Regierung der mittlerweile geschiedenen US-Präsidentin Taylor wirkt schon seit langem auf die fiktive, islamische Republik Kamistan ein, dass diese ihr Kernenergie-Entwicklungsprogramm von den Vereinigten Staaten überwachen lässt, um zu verhindern, dass das Land eine Atommacht wird. Der kamistanische Präsident Omar Hassan und seine Frau Dalia haben sich auseinandergelebt, nichtsdestotrotz wahren sie den Schein einer gesunden Ehe.

### 16 bis 22 Uhr

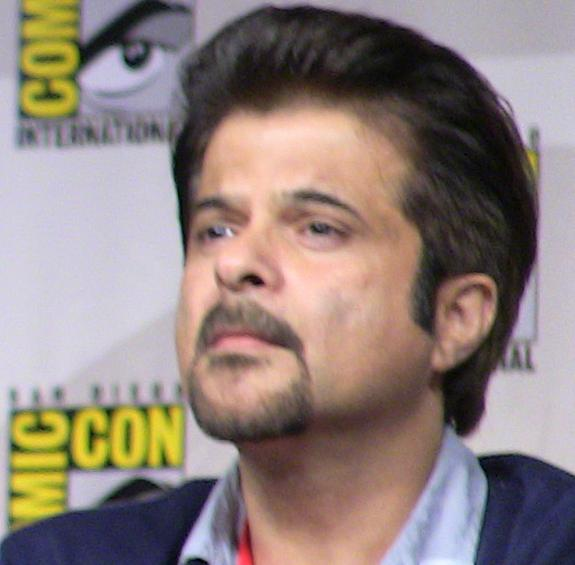
Anil Kapoor, Darsteller des Omar Hassan

Taylor und Omar Hassan kommen bei einer medial vielbeachteten Friedenskonferenz im UN-Hauptquartier überein, dass Kamistan sein Nuklearwaffenprogramm aufgibt und seine Atomenergie-Anlagen durch die Internationale Atomenergie-Organisation unter US-Führung überwachen lässt. Die Unterzeichnung des Vertrages ist für den folgenden Tag geplant. Omar steht für seine Entscheidung in der negativen Kritik sowohl der heimischen Presse als auch seines Bruders Farhad Hassan, die die Meinung vertreten, Kamistan zu einem Untertan der USA zu machen.
Jack Bauer wird von seinem ehemaligen Informanten Victor Aruz vor einem Anschlag auf das UN-Hauptquartier gewarnt, der dem Verhindern des Atomenergie-Abkommens gilt, und darüber, dass der Attentäter im engeren Umfeld Omars ist. Der Attentäter Davros will verhindern, dass Aruz in der CTU nähere Informationen preisgibt, und tötet deshalb Aruz.
In geheimer Abstimmung mit Davros sorgt Farhad dafür, dass die US-Journalistin Meredith Reed, mit der Omar eine geheime Liebesbeziehung führt, fälschlicherweise als Attentäterin beschuldigt und verhaftet wird. Weil O’Brian im Gegensatz zu Hastings nicht von der Schuld Reeds überzeugt ist, überzeugen sie und Jacks Tochter Kim Jack dazu, ihr bei den Ermittlungen zu helfen und nicht mit nach Los Angeles zu fliegen. Indem Jack Hastings mit der Preisgabe von dessen Fehlverhalten droht, erhält er die Erlaubnis, bei der Suche nach dem wahren Attentäter zu helfen. Dadurch und durch Auswertung von Überwachungskamera-Bildern kann er das Haus in Queens aufspüren, in dem Davros – auch durch zwei Morde – die Identität eines Polizisten angenommen hat.
Basierend auf den gefälschten Informationen, die Reed belasten und auf eine Bombe im UN-Hauptquartier deuten, lässt Hastings das Gebäude inklusive der beiden Präsidenten um kurz vor 19 Uhr evakuieren. Durch Jacks Warnung an den CTU-Agenten Cole Ortiz, dass Davros als für die Evakuierung miteingesetzter Polizist ein Attentat auf die Wagenkolonne plant, wird verhindert, dass Omar durch die Explosion der von Davros ferngezündeten Bombe stirbt. Nachdem Bauer Davros erschossen hat, ergibt die Untersuchung von Davros’ Leiche, dass er zu einem russischen Waffenhändlersyndikat gehörte und er kürzlich mit hochangereichertem Uran kontaminiert wurde. Der indes in der CTU eingetroffene Omar schließt deshalb und weil seinem Bruder kürzlich Uran aus sowjetischen Restbeständen angeboten wurde, auf russische Waffenhändler als Uran-Besitzer. Dalia trennt sich von Omar.
Die Ex-FBI-Agentin Renee Walker, die vor Jahren undercover in der russischen Mafia ermittelte, lässt sich von der CTU als Helferin bei den Ermittlungen engagieren. Um das Uran zu finden, beginnt sie erneut, verdeckt zu ermitteln, allerdings unterstützt durch Bauer, der sie für suizidal hält. Nachdem sie das Vertrauen des Waffenschiebers und früheren Liebhabers Vladimir Laitanan zurückerlangt hat, bringt sie ihn in Kontakt mit Bauer, der sich als deutscher Waffenhändler ausgibt.

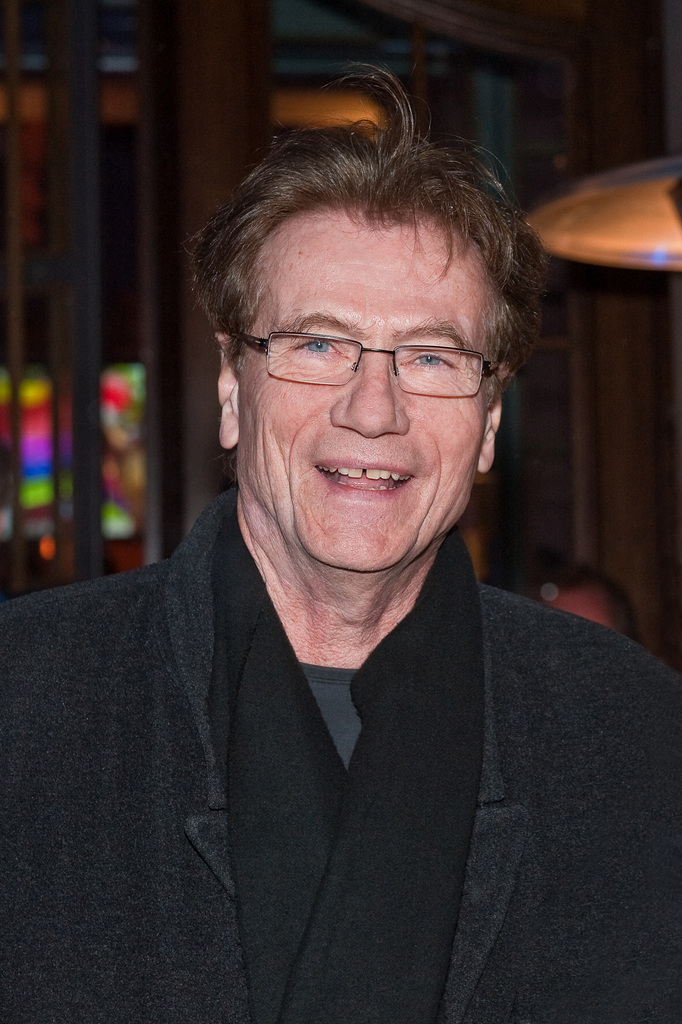
Jürgen Prochnow, Darsteller des Sergei Bazhaev

Unterdessen ist Farhad zu dem ukrainischen Nuklearwaffenhändler Sergei Bazhaev geflohen, von dem er in Absprache mit kamistanischen Komplizen die Uran-Brennstäbe kauft und ihre unverzügliche Verschiffung nach Kamistan beauftragt. Omar lässt in seinem Heimatland Oppositionelle wegen des von ihnen geplanten Umsturzversuches verhaften, obwohl er damit gegen Menschenrechtskonventionen und Taylors Rat verstößt. Taylor will das Vereinigte Königreich und andere Länder davon abbringen, das Friedensabkommen deshalb nicht zu unterschreiben. Außerdem lässt Omar den kamistanischen UN-Delegierten Jamot vorsorglich verhaften, nur weil dieser familiäre Verbindungen zu einem der verhafteten Oppositionellen hat.
Die mit Ortiz verlobte Dana Walsh arbeitet in der CTU unter falschem Namen als Datenanalytikerin und verheimlicht ihren Kollegen, dass sie ihrem Komplizen Kevin Wade vor Jahren bei einem Mord geholfen hat, der sie beide ins Gefängnis brachte. Mit der Drohung, ihren wirklichen Namen Jenny Scott und ihre kriminelle Vergangenheit publik zu machen, erpresst Wade von Walsh, ihm und seinem Komplizen Nick Coughlin unter Ausnutzung ihrer CTU-Privilegien einen Diebstahl in einem Lagerhaus mit NYPD-Asservaten zu ermöglichen.

### 22 bis 4 Uhr
Da Wade auch nach dem Diebstahl nicht damit aufhört, Walsh zu erpressen, verfolgt sie die beiden, um sie zu ermorden. Ortiz wiederum verfolgt Walsh, nachdem ihre Abwesenheit in der CTU aufgefallen ist. Nachdem sie ihn über ihre falsche Identität aufgeklärt hat, kommt es zur bewaffneten Konfrontation zwischen ihnen und den Ganoven, wobei Wade von Coughlin erstochen und dieser von Ortiz erschossen wird. Um die Todesfälle zu vertuschen, versenken Walsh und Ortiz die Leichen in einem Teich.
Nachdem Bauer in Laitanans Versteck eingetroffen ist, streitet Sergei ggü. Laitanan ab, Nuklearwaffen anzubieten, und lässt – deswegen misstrauisch geworden – die Lieferung der Brennstäbe an Farhad aussetzen. Walker, von Laitanan mehrfach zum Sex gezwungen, tötet Laitanan rachsüchtig. Bauer lässt sich daraufhin von den dort erscheinenden Komplizen Bazhaevs gefangen nehmen, um die Brennstäbe zu finden. Nachdem er in Bazhaevs Auftrag gefoltert wurde, befreit er sich und überwältigt Sergei, der daraufhin der CTU als Gegenleistung für vollständige Amnestie den Aufbewahrungsort der Brennstäbe mitteilt.
Den ISO-Container findet die CTU ohne die Brennstäbe vor. Sergeis Sohn Josef liefert sie auf eigene Rechnung an Farhad, um sich so an Sergei zu rächen, der seinen strahlenkranken anderen Sohn zuvor erschossen hatte. Durch Bauers Amnestie-Zusage lässt Josef sich von der Rückgabe der Brennstäbe überzeugen, ehe er von Samir Mehran erschossen wird, dem Anführer der kamistanischen Geheimagenten, die in Farhads Auftrag für den Weitertransport der Brennstäbe sorgen. Da es aufgrund der verschärften staatlichen Fahndung nicht mehr möglich ist, die Brennstäbe nach Kamistan zu schaffen, plant Mehran, sie für eine schmutzige Bombe zu verwenden, die in New York explodieren soll. Farhad ist gegen diese Absicht, flüchtet deshalb und informiert die CTU über den Anschlagsplan, ehe er durch einen Komplizen Mehrans erschossen wird.
Omar lässt auch seinen Leibwächter Tarin Faroush verhaften, nachdem dieser seine Entscheidung kritisiert hat, Jamots Familie zu foltern. Faroush jedoch flieht mit der Hilfe seiner Liebhaberin, Omars Tochter Kayla, aus der Haft. Um die Suche nach Kayla zu unterstützen, kehrt Dalia zu Omar zurück.
Unterstützt von Bauer, sagt Walker in der CTU aus, Laitanan nicht aus Rache, sondern aus Notwehr getötet zu haben. Rob Weiss, der Stabschef des Weißen Hauses, verlangt von Hastings personelle Konsequenzen für das Scheitern der Uran-Sicherstellung, und möchte deshalb Walker als Sündenbock nutzen. Als Hastings merkt, dass er die terroristische Bedrohung nicht ohne Bauer bewältigen kann, engagiert er ihn wieder als CTU-Agent, indem er ihm zusagt, die Vorwürfe gegen Walker nicht weiter zu untersuchen.
Nachdem Ortiz und Walsh in die CTU zurückgekehrt sind, wird Walsh dort von dem Bewährungshelfer Bill Prady aufgesucht, der auf der Suche nach Wade ist und der kurz davor steht, Walshs Unterstützung an dem Einbruch in das Asservatenlager aufzudecken.
Um zu Mehran und dem Uran zu gelangen, lockt die CTU einen seiner Komplizen in das Krankenhaus, in das die Leiche von Farhad – nach der gezielten Verbreitung der Falschinformation, er sei noch am Leben – gebracht wurde. Bauer kann den Komplizen Marcos durch die Drohung, seine Mutter zu verletzen, vom Suizid abhalten. Ehe Marcos’ Komplizen seine Sprengstoffweste fernzünden und ihn dadurch töten, gibt er preis, dass Tarin Faroush zu den kamistanischen Attentätern gehört. Der entführt kurz darauf Kayla zu Mehran, der mit ihrer Ermordung als Drohmittel die Herausgabe eines einst aus dem Pentagon gestohlenen, streng geheimen Dokuments von Omar zu erpressen versucht. Die Geiselnahme dient Mehran jedoch insgeheim dazu, Kaylas Flucht zu inszenieren: die Terroristen lassen sie mit einem Auto zur CTU entkommen, das eine elektromagnetische Impulsbombe enthält, die im CTU-Zufahrtstunnel explodiert.

### 4 bis 10 Uhr
Durch die Bombenexplosion gibt es drei Tote; die CTU wird lahmgelegt und ihrer Möglichkeit beraubt, ihre Sensoren zum Entdecken radioaktiver Strahlung zu nutzen. Um Jack zu helfen, beschleunigt O’Brian die Hardware-Reparaturarbeiten, indem sie eine schnellere, aber gefährlichere Lösung als das NSA-Reparaturteam umsetzt. Indes hat das CTU-Team um Bauer und Ortiz die Terroristen bis an das Ufer des East River verfolgt. Während Mehran und Faroush die Brennstäbe per Schlauchboot nach Manhattan fahren, halten ihre Komplizen die CTU-Agenten mit Waffengewalt auf, aus der diese sich aber durch die Hilfe der von O’Brian zu Hilfe gerufenen Walker bald befreien können.
Nachdem Prady Walshs Beteiligung an dem Einbruch in das Asservatenlager entdeckt hat, ermordet Walsh ihn und versteckt seine Leiche. Erst jetzt stellt sich heraus, dass Walsh in der CTU als Maulwurf für Mehran arbeitet. Als solcher ermöglicht sie es den Terroristen, mit den Brennstäben vor CTU und Polizei zu entkommen. Taylor beauftragt Jack Bauer, persönlich die Hassans bei ihrer Evakuierung aus dem UN-Hauptquartier zu eskortieren, und weigert sich um kurz nach 5.15 Uhr, Mehrans Forderung nach der Auslieferung des von ihm als Landesverräter wahrgenommenen Omar Hassans binnen einer Stunde nachzugeben.
Der US-General David Brucker, Mitglied des von Taylor indes einberufenen Nationalen Sicherheitsrats, überzeugt Stabschef Weiss unter Berufung auf die Nürnberger Prinzipien davon, gemeinsam Taylor zu hintergehen und Omars Auslieferung an Mehran sicherzustellen, um so die Explosion der Bombe zu verhindern. Um ihren Plan geheimzuhalten, enthalten sie dem Verdacht schöpfenden US-Außenminister Ethan Kanin die medizinische Hilfe vor, die er wegen eines Herzanfalls benötigt. Die von ihnen beauftragte Entführung Omars durch US-Spezialkräfte verhindern Bauer und Walker. Gegen 6 Uhr macht Faroush die Schmutzige Bombe in der Upper West Side scharf. Da Omar den Tod Zehntausender nicht in Kauf nehmen will, stellt er sich gegen seine Familie, Bauer und Walker und liefert sich den Terroristen aus, sodass Mehran die Zündsequenz sieben Sekunden vor der geplanten Explosion abbrechen lässt.
Taylor lässt Brucker und Weiss verhaften, mit dessen Informationen die CTU die Schmutzige Bombe findet und sicherstellt. Die von Bauer und der CTU durchgeführte Verfolgung des in der Gewalt der Terroristen befindlichen Omar wird durch Walshs Geheimnisweitergabe sabotiert. Dadurch kann Omar zu Mehran gebracht werden, ehe Faroush Suizid begeht. Mehran foltert Omar mit dem Ziel, den Friedensvertrag zu widerrufen. Walsh wird nach einem erfolglosen Fluchtversuch, bei dem sie mehrere Wachleute erschießt, in der CTU verhaftet. Die durch sie von der Präsidentin erpresste Amnestie für ihre Verbrechen kommt nicht zur Anwendung, weil die CTU Omar nicht mehr rechtzeitig retten kann: Die Terroristen täuschen die CTU mit einem zeitversetzt als Webcast verbreiteten Video und exekutieren Omar als Landesverräter, kurz bevor das CTU-Team gegen 7.55 Uhr in ihrem Versteck eintrifft. Mehran überlebt, seine Komplizen sterben.
Um den Friedensvertrag zustande zu bekommen, überzeugen Taylor und Jamot Dalia davon, mit der Unterstützung ihrer Partei Omars Nachfolge anzutreten. Da die russische Regierung nicht von Dalias Eignung überzeugt ist und den Einfluss auf Kamistan zu verlieren befürchtet, droht der russische Außenminister Mikhail Novakovich der US-Präsidentin damit, gegen den Friedensvertrag zu stimmen. Um die russische Regierung doch noch zu überzeugen, holt sich Taylor die Hilfe des ehemaligen US-Präsidenten Charles Logan, der nach wie vor gute Kontakte nach Russland hat und dem sie notgedrungen Handlungsspielraum einräumt. Logan hofft, sich mit seiner Hilfe politisch zu rehabilitieren.
Der Chef von Homeland Security macht Hastings persönlich für die Misserfolge der CTU an diesem Tag verantwortlich und ersetzt ihn als Direktor daher kommissarisch mit Chloe O’Brian.
Pavel Tokarev, ein für Novakovich arbeitender Auftragsmörder, vergiftet – als Sanitäter getarnt – am Ort von Omars Ermordung Mehran tödlich und wird dort von Walker bemerkt. Um zu verhindern, dass Walker ihn identifiziert und dass Novakovichs Verbindung zu den Terroristen bekannt wird, erschießt er sie in Bauers Apartment kurz, nachdem sie Sex mit Bauer hatte. Wegen Walkers letzter Worte ggü. O’Brian, wonach sie den bemerkten Mann aus ihrer Undercover-Zeit in der Russenmafia kennt, befragt Bauer Sergei Bazhaev. Von Bauer mit der Ermordung seiner Familie bedroht, enthüllt Bazhaev, dass die kamistanischen Terroristen im Auftrag von Mitgliedern der russischen Regierung handelten und dass Walsh in deren Auftrag als Spionin eingesetzt wurde.
Mit der Drohung, Beweise für Novakovichs persönliche Verbindungen zu den kamistanischen Terroristen kundzutun, erpresst Logan von Novakovich, nunmehr für den Friedensvertrag zu stimmen. Logan möchte verhindern, dass Walsh bzgl. der mit den kamistanischen Terroristen kooperierenden Personen in der russischen Regierung von Bauer verhört wird. Zu diesem Zweck fordert er von Taylor erfolgreich ein, dass Walsh nicht verhört wird und dass Bauer von weiteren Ermittlungen gestoppt wird. Dabei ist Logan zur Preisgabe der ihm längst bekannten Informationen gezwungen, dass Russland die kamistanischen Terroristen unterstützt. Um das Zustandekommen des Friedensvertrages zu gewährleisten, stimmt Taylor Logans Forderungen zu, Bauer von den Ermittlungen abzusetzen und Dalia im Unklaren über die Verbindungen Russlands zu Omars Mördern zu lassen. Weil Bauer mit der Entscheidung der Präsidentin nicht einverstanden ist, flieht er aus dem Arrest, unter den sie ihn gestellt hat.

### 10 bis 16 Uhr
Taylor stimmt Logans Vorschlag zu, Walsh zu einer feindlichen Kombattantin zu erklären und vor ihrem dauerhaften Verschwinden durch ein privates Sicherheitsunternehmen verhören zu lassen. Damit soll erreicht werden, dass die Informationen nicht öffentlich bekannt werden. Weil Kanin mit dem Vertuschungsmanöver nicht einverstanden ist, tritt er als Außenminister zurück, allerdings unter einem Vorwand. Gegen 11 Uhr beginnen die Männer der Firma damit, Walsh zwecks Nennung der Informationen, die die Unterstützung der Terroristen durch hochrangige Russen beweisen, mittels Waterboarding zu foltern.
O’Brians Plan, Bauer in eine Falle zu führen, um ihn vom Auffinden Walshs abzuhalten, scheitert. Bauer lässt sich daraufhin inoffiziell durch Ortiz bei der Entführung Walshs aus der Gewalt der Firma helfen. Mit dem Tod bedroht, führt sie Bauer und Ortiz zu einem Bankschließfach, aus dem sie die Video-Aufnahme mit den Beweisen nimmt, ehe sie damit fliehen kann und um kurz vor 12 Uhr durch Bauer exekutiert wird.
Weil Bauer nicht mehr unter CTU-Kontrolle steht, lässt sich Taylor auf Logans Vorschlag ein, dass Logans Assistent Jason Pillar die Suche nach Bauer in der CTU leitet. Insgeheim bezweckt Logan damit aber, Bauer baldmöglichst töten zu lassen und so Novakovich zu schützen.
Das durch Bauer von Walsh sichergestellte Video beweist, dass Tokarev der Kontaktmann von Walsh und der Mörder von Walker ist. Mit dem Ziel, Tokarev gefangen zu nehmen, lockt Bauer die Journalistin Reed mit dem Versprechen, ihr das Video zu geben, zu einem gemeinsamen Treffen in ein Einkaufszentrum. Bauer und sein alter Freund Jim Ricker können dort Tokarev in ihre Gewalt bringen und die von Pillar für Bauers Tötung geschickten, russischen Agenten erschießen. Bauer gibt Reed das Beweisvideo, ehe er Tokarev zwecks Nennung von dessen Auftraggebern foltert und quält, unter anderem mit offenem Feuer. Tokarev verweigert die Aussage und wird von Bauer – voller Rache für Walkers Ermordung – getötet. Unter Verwendung der von Tokarev zuvor verschluckten SIM-Karte erfährt Bauer, dass Tokarev zuletzt mit Logan telefonierte.
Taylor folgt Logans Vorschlag und lässt – gegen die Pressefreiheit verstoßend – durch das FBI die Veröffentlichung der Informationen unterbinden, die Reed von Bauer erhalten hat. Bauer indes überfällt Logans Wagenkolonne an einer Engstelle und kann so von ihm das Geständnis erzwingen, dass Novakovich die kamistanischen Terroristen mit der Ermordung Omars beauftragt hat. Rachsüchtig exekutiert Bauer daraufhin Novakovich und den größten Teil seiner Leibgarde. Durch eine an Logan versteckte Wanze erfährt er aus einem Telefonat zwischen Logan und Russlands Präsidenten Yuri Suvarov, dass letzterer der Auftraggeber Novakovichs ist. Reed informiert vor ihrer Verhaftung Kayla Hassan über die Beteiligung Russlands an der Ermordung Omars. Über diese Information verfügend, droht Dalia der US-Präsidentin mit der Nichtunterzeichnung des Friedensvertrages. Taylor droht der kamistanischen Präsidentin im Gegenzug mit einem militärischen Vergeltungsschlag gegen Kamistan, sollte sie nicht unterzeichnen.
Unterdessen arbeiten O’Brian und Ortiz in der CTU insgeheim daran, das Vertuschungsmanöver zu beenden. Während der UN-Generalsekretär im UN-Hauptquartier mit der öffentlichen Unterzeichnungszeremonie beginnt und Suvarov dort eintrifft, lässt sich Bauer durch den von ihm mit dem Tod bedrohten Pillar in ein Nachbargebäude des UN-Hauptquartiers schmuggeln. Von dort aus will er Logan und Suvarov erschießen. O’Brian gelingt es, Bauer zwecks Vermeidung seiner Tötung zum Aufgeben zu bewegen, scheitert aber mit Ortiz darin, den Mitschnitt des Telefonats zwischen Logan und Suvarov vor Pillars Gefolgsleuten sicherzustellen. Taylor lässt sich durch Logan schweigend davon überzeugen, Bauer wegen seines Wissens über Suvarovs Verantwortung für den Mord an Omar entführen und töten zu lassen.
Taylor, wegen der Vertuschungsaktion mittlerweile reumütig geworden, verweigert in letzter Minute ihre Unterschrift unter das völkerrechtlich verbindliche Friedensabkommen. Sie kündigt an, sich der Staatsanwaltschaft zu stellen. Logan möchte seine und Pillars Verhaftung vereiteln und exekutiert deshalb zunächst Pillar, ehe er selbst Suizid versucht. Taylor lässt in letzter Sekunde die Hinrichtung Bauers vereiteln und bewegt ihn zur Flucht vor den amerikanischen und russischen Strafverfolgungsbehörden.

## Besetzung und Synchronsprecher

### Hauptbesetzung
| Rollenname                   | Schauspieler          | Deutscher Synchronsprecher | Rolle |
| ---------------------------- | --------------------- | -------------------------- | --- |
| Jack Bauer                   | Kiefer Sutherland     | Tobias Meister             | Geheimagent |
| Allison Taylor               | Cherry Jones          | Marianne Groß              | US-Präsidentin |
| Chloe O’Brian                | Mary Lynn Rajskub     | Julia Ziffer               | CTU-Datenanalytikerin, ab ca. 8.30 Uhr kommissarische CTU-Direktorin                                                 |
| Renee Walker                 | Annie Wersching       | Tanja Geke                 | Geheimagentin, Ex-FBI-Agentin                                                                                        |
| Rob Weiss                    | Chris Diamantopoulos  | Alexander Doering          | Stabschef des Weißen Hauses                                                                                          |
| Brian Hastings               | Mykelti Williamson    | Axel Lutter                | Direktor der CTU New York City                                                                                       |
| Omar Hassan                  | Anil Kapoor           | Bernd Rumpf                | Präsident von Kamistan, Bruder von Farhad Hassan                                                                     |
| Cole Ortiz                   | Freddie Prinze junior | Dennis Schmidt-Foß         | CTU-Agent, Verlobter von Dana Walsh                                                                                  |
| Arlo Glass                   | John Boyd             | Jan Makino                 | CTU-Datenanalytiker                                                                                                  |
| Jenny Scott alias Dana Walsh | Katee Sackhoff        | Natascha Geisler           | CTU-Datenanalytikerin, Verlobte von Cole Ortiz, vorbestrafte Ex-Freundin von Kevin Wade, Mörderin, russische Spionin |

### Neben- und Gastdarsteller
| Rollenname               | Schauspieler           | Deutscher Synchronsprecher | Rolle                                                                 |
| ------------------------ | ---------------------- | -------------------------- | --------------------------------------------------------------------- |
| Ethan Kanin              | Bob Gunton             | Joachim Pukaß              | US-Außenminister                                                      |
| Kim Bauer                | Elisha Cuthbert        | Sonja Spuhl                | Tochter von Jack Bauer                                                |
| Kevin Wade               | Clayne Crawford        | Tommy Morgenstern          | Ex-Freund von Jenny Scott alias Dana Walsh                            |
| Nick Coughlin            | Michael Filipowich     |                            | Komplize von Kevin Wade                                               |
| Bill Prady               | Stephen Root           | Uwe Jellinek               | Bewährungshelfer von Kevin Wade                                       |
| Sergei Petrovich Bazhaev | Jürgen Prochnow        | Jan Spitzer                | Ukrainischer Waffenhändler, Vater von Josef Bazhaev                   |
| Josef Bazhaev            | David Anders           | Norman Matt                | Sohn von Sergei Bazhaev                                               |
| Dalia Hassan             | Necar Zadegan          | Victoria Sturm             | Ehefrau von Omar Hassan                                               |
| Kayla Hassan             | Nazneen Contractor     | Anne Helm                  | Tochter von Omar und Dalia Hassan                                     |
| Farhad Hassan            | Akbar Kurtha           | Dieter Landuris            | Bruder und Berater von Omar Hassan, Kunde von Sergei Bazhaev          |
| Samir Mehran             | Mido Hamada            | Nico Mamone                | Kamistanischer Terrorist                                              |
| Marcos Al-Zacar          | Rami Malek             | Jeffrey Wipprecht          | Terrorist, Komplize von Mehran                                        |
| Elaine Al-Zacar          | Mare Winningham        |                            | Mutter von Marcos                                                     |
| Tim Woods                | Frank John Hughes      | Gerald Schaale             | Leiter von Homeland Security                                          |
| Davros                   | Doug Hutchison         | Detlef Bierstedt           | Bombenattentäter, Komplize von Farhad Hassan, Tarnname: Mike Farmer   |
| Yuri Suvarov             | Nick Jameson           |                            | Russischer Präsident                                                  |
| Owen                     | Julian Morris          | Kim Hasper                 | CTU-Agent                                                             |
| David Brucker            | Michael Gaston         |                            | US-General                                                            |
| Tarin Faroush            | T.J. Ramini            |                            | Sicherheitschef in Omar Hassans Präsidentengarde, Komplize von Mehran |
| Jamot                    | Navid Negahban         |                            | Kamistanischer Außenminister und UN-Delegierter                       |
| Vladimir Laitanan        | Callum Keith Rennie    | Lutz Schnell               | Russischer Waffenschieber                                             |
| Meredith Reed            | Jennifer Westfeldt     | Cathlen Gawlich            | Journalistin, Liebhaberin von Omar Hassan                             |
| Mikhail Novakovich       | Graham McTavish        | Hans-Jürgen Dittberner     | Russischer Außenminister                                              |
| Pavel Tokarev            | Joel Bissonnette       |                            | Russischer Spion und Auftragsmörder, Attaché von Novakovich           |
| Jim Ricker               | Michael Madsen         | Klaus Dieter Klebsch       | Ex-CIA-Agent, Freund von Jack Bauer                                   |
| Mark Bledsoe             | Daniel Bernard Sweeney | Boris Tessmann             | Angestellter der privaten Sicherheitsfirma                            |
| Charles Logan            | Gregory Itzin          | Lutz Mackensy              | Ehemaliger US-Präsident                                               |
| Jason Pillar             | Reed Diamond           | Viktor Neumann             | Assistent von Charles Logan                                           |
| Eden Linley              | Julie Claire           | Silvia Mißbach             | Assistentin von Jason Pillar                                          |

## Episoden
| Nr. (ges.) | Nr. (St.) | Deutscher Titel          | Originaltitel                  | Erstausstrahlung USA | Deutschsprachige Erstausstrahlung (Sky Cinema) | Regie            | Drehbuch                                              | Erstausstrahlung im deutschen Free-TV (Kabel eins) |
| ---------- | --------- | ------------------------ | ------------------------------ | -------------------- | ---------------------------------------------- | ---------------- | ----------------------------------------------------- | -------------------------------------------------- |
| 169        | 1         | Tag 8: 16:00 – 17:00 Uhr | Day 8: 4:00 p.m. – 5:00 p.m.   | 17. Jan. 2010        | 8. März 2010                                   | Brad Turner      | Howard Gordon, Evan Katz                              | 4. Okt. 2010                                       |
| 170        | 2         | Tag 8: 17:00 – 18:00 Uhr | Day 8: 5:00 p.m. – 6:00 p.m.   | 17. Jan. 2010        | 8. März 2010                                   | Brad Turner      | Manny Coto, Brannon Braga; Idee: Howard Gordon        | 4. Okt. 2010                                       |
| 171        | 3         | Tag 8: 18:00 – 19:00 Uhr | Day 8: 6:00 p.m. – 7:00 p.m.   | 18. Jan. 2010        | 15. März 2010                                  | Milan Cheylov    | David Fury, Alex Gansa                                | 11. Okt. 2010                                      |
| 172        | 4         | Tag 8: 19:00 – 20:00 Uhr | Day 8: 7:00 p.m. – 8:00 p.m.   | 18. Jan. 2010        | 15. März 2010                                  | Milan Cheylov    | Chip Johannessen, Patrick Harbinson                   | 11. Okt. 2010                                      |
| 173        | 5         | Tag 8: 20:00 – 21:00 Uhr | Day 8: 8:00 p.m. – 9:00 p.m.   | 25. Jan. 2010        | 22. März 2010                                  | Brad Turner      | Evan Katz, Alex Gansa; Idee: Howard Gordon            | 18. Okt. 2010                                      |
| 174        | 6         | Tag 8: 21:00 – 22:00 Uhr | Day 8: 9:00 p.m. – 10:00 p.m.  | 1. Feb. 2010         | 22. März 2010                                  | Brad Turner      | Manny Coto, Brannon Braga                             | 18. Okt. 2010                                      |
| 175        | 7         | Tag 8: 22:00 – 23:00 Uhr | Day 8: 10:00 p.m. – 11:00 p.m. | 8. Feb. 2010         | 29. März 2010                                  | Milan Cheylov    | Chip Johannessen, Patrick Harbinson                   | 25. Okt. 2010                                      |
| 176        | 8         | Tag 8: 23:00 – 0:00 Uhr  | Day 8: 11:00 p.m. – 12:00 a.m. | 15. Feb. 2010        | 29. März 2010                                  | Milan Cheylov    | David Fury                                            | 25. Okt. 2010                                      |
| 177        | 9         | Tag 8: 0:00 – 1:00 Uhr   | Day 8: 12:00 a.m. – 1:00 a.m.  | 22. Feb. 2010        | 12. Apr. 2010                                  | Brad Turner      | Chip Johannessen, Patrick Harbinson; Idee: Alex Gansa | 1. Nov. 2010                                       |
| 178        | 10        | Tag 8: 1:00 – 2:00 Uhr   | Day 8: 1:00 a.m. – 2:00 a.m.   | 1. März 2010         | 12. Apr. 2010                                  | Brad Turner      | Manny Coto, Brannon Braga                             | 1. Nov. 2010                                       |
| 179        | 11        | Tag 8: 2:00 – 3:00 Uhr   | Day 8: 2:00 a.m. – 3:00 a.m.   | 8. März 2010         | 19. Apr. 2010                                  | Nelson McCormick | Evan Katz, David Fury                                 | 8. Nov. 2010                                       |
| 180        | 12        | Tag 8: 3:00 – 4:00 Uhr   | Day 8: 3:00 a.m. – 4:00 a.m.   | 15. März 2010        | 19. Apr. 2010                                  | Nelson McCormick | Chip Johannessen, Patrick Harbinson                   | 8. Nov. 2010                                       |
| 181        | 13        | Tag 8: 4:00 – 5:00 Uhr   | Day 8: 4:00 a.m. – 5:00 a.m.   | 22. März 2010        | 26. Apr. 2010                                  | Milan Cheylov    | Manny Coto, Brannon Braga; Idee: Howard Gordon        | 15. Nov. 2010                                      |
| 182        | 14        | Tag 8: 5:00 – 6:00 Uhr   | Day 8: 5:00 a.m. – 6:00 a.m.   | 28. März 2010        | 26. Apr. 2010                                  | Milan Cheylov    | Alex Gansa; Idee: Evan Katz                           | 15. Nov. 2010                                      |
| 183        | 15        | Tag 8: 6:00 – 7:00 Uhr   | Day 8: 6:00 a.m. – 7:00 a.m.   | 5. Apr. 2010         | 3. Mai 2010                                    | Brad Turner      | Chip Johannessen, Patrick Harbinson                   | 22. Nov. 2010                                      |
| 184        | 16        | Tag 8: 7:00 – 8:00 Uhr   | Day 8: 7:00 a.m. – 8:00 a.m.   | 5. Apr. 2010         | 3. Mai 2010                                    | Brad Turner      | Manny Coto, Brannon Braga                             | 22. Nov. 2010                                      |
| 185        | 17        | Tag 8: 8:00 – 9:00 Uhr   | Day 8: 8:00 a.m. – 9:00 a.m.   | 12. Apr. 2010        | 10. Mai 2010                                   | Milan Cheylov    | David Fury                                            | 29. Nov. 2010                                      |
| 186        | 18        | Tag 8: 9:00 – 10:00 Uhr  | Day 8: 9:00 a.m. – 10:00 a.m.  | 19. Apr. 2010        | 10. Mai 2010                                   | Milan Cheylov    | Chip Johannessen, Patrick Harbinson                   | 29. Nov. 2010                                      |
| 187        | 19        | Tag 8: 10:00 – 11:00 Uhr | Day 8: 10:00 a.m. – 11:00 a.m. | 26. Apr. 2010        | 17. Mai 2010                                   | Michael Klick    | Manny Coto, Brannon Braga                             | 6. Dez. 2010                                       |
| 188        | 20        | Tag 8: 11:00 – 12:00 Uhr | Day 8: 11:00 a.m. – 12:00 p.m. | 3. Mai 2010          | 17. Mai 2010                                   | Michael Klick    | Evan Katz, Alex Gansa; Idee: Alex Gansa               | 6. Dez. 2010                                       |
| 189        | 21        | Tag 8: 12:00 – 13:00 Uhr | Day 8: 12:00 p.m. – 1:00 p.m.  | 10. Mai 2010         | 31. Mai 2010                                   | Milan Cheylov    | Chip Johannessen, Patrick Harbinson                   | 13. Dez. 2010                                      |
| 190        | 22        | Tag 8: 13:00 – 14:00 Uhr | Day 8: 1:00 p.m. – 2:00 p.m.   | 17. Mai 2010         | 31. Mai 2010                                   | Milan Cheylov    | David Fury                                            | 13. Dez. 2010                                      |
| 191        | 23        | Tag 8: 14:00 – 15:00 Uhr | Day 8: 2:00 p.m. – 3:00 p.m.   | 24. Mai 2010         | 7. Juni 2010                                   | Brad Turner      | Shauna McGarry, Geoff Aull                            | 20. Dez. 2010                                      |
| 192        | 24        | Tag 8: 15:00 – 16:00 Uhr | Day 8: 3:00 p.m. – 4:00 p.m.   | 24. Mai 2010         | 7. Juni 2010                                   | Brad Turner      | Howard Gordon                                         | 20. Dez. 2010                                      |

## DVD-Veröffentlichung
Die komplette achte und finale Staffel erschien in den USA und Kanada auf DVD und Blu-ray am 14. Dezember 2010. In Deutschland wurde die Staffel ebenfalls auf DVD und Blu-ray veröffentlicht. Beide erschienen am 26. November 2010.

## Rezeption

### Kritiken
In der achten Staffel bleibe das Echtzeit-Serienformat mit seinen „äußerst effektiven Cliffhangern […] in höchstem Maße sehenswert“. Die Staffel sei „attraktiv produziert“ und wirke mehr wie ein teurer Spielfilm als eine Fernsehserie, sei „manchmal aber auch äußerst dumm und mit hanebüchenen, unglaubwürdigen Handlungsmechanismen“. Besonders scharfe Kritik wird mehrfach an dem Nebenhandlungsstrang mit der CTU-Datenanalytikerin Dana Walsh geübt, der eine „absurde, vorhersehbare B-Geschichte mit einem unvermeidlichen Ende“ sei; der Twist mit der von Katee Sackhoff gespielten, „unglaublich dummen, gefügigen und willensschwachen“ Figur ergebe „schlichtweg überhaupt keinen Sinn“. Die achte Staffel sei zwar „voll von abgedroschenen Klischees, vorhersehbaren Wendungen und unglaubwürdiger Action“, aber „dennoch großartiges TV-Junkfood“. Die Staffel sei insgesamt „schwach“, vor allem in den ersten beiden Dritteln zeige sich, wie „einengend“ das Echtzeit-Serienkonzept sein könne. Mit der Rückkehr von Ex-Präsident Logan und dem „von purem Blutdurst getriebenen Amoklauf“ Jack Bauers starte aber ein „Finale furioso“ mit „hohem Unterhaltungsfaktor, Hochspannung und viel Emotionalität“.

### Auszeichnungen
Die Staffel wurde bei den Emmy-Awards 2010 in fünf Kategorien je einmal nominiert. Zwei Emmy-Prämierungen gab es: eine für die beste Musikkomposition (Episode 24) und eine für den besten Tonschnitt (Episode 13). Bei Nominierungen blieb es in den Kategorien Bester Gastdarsteller in einer Dramaserie (Episode 22, Gregory Itzin), Beste Tonmischung für eine einstündige Comedy- oder Dramaserie (Episode 24) und Beste Stunt-Koordination (Episode 3).